# Vall de Ribes

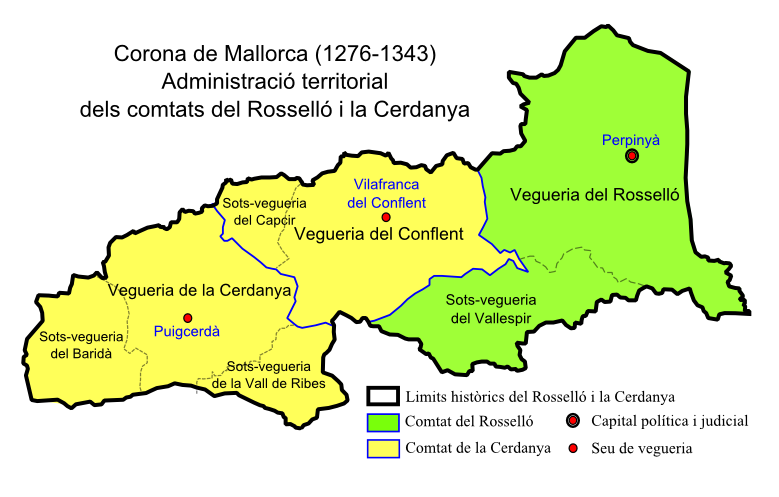
La Vall de Ribes en l'organització administrativa dels antics comtats del Rosselló i la Cerdanya

La Vall de Ribes és una zona geogràfica i humana situada al terç nord-occidental del Ripollès, a l'entorn del riu Freser. Comprèn els municipis de Ribes de Freser (que n'és la població més important), Queralbs, Toses, Planoles, Pardines i Campelles, així com el santuari de Núria. Històricament, la vall de Ribes ha pertangut al comtat de Cerdanya, i encara avui pertany al bisbat d'Urgell. Això diferencia històricament aquest territori de la resta del Ripollès, més vinculat al bisbat de Vic i al comtat d'Osona.
La riquesa natural de l'entorn és el principal atractiu de la zona, on l'aigua conflueix amb una vegetació típica de l'alta muntanya. Des de qualsevol indret es poden descobrir panoràmiques inesperades, destacant el romànic i pobles amb personalitat. La gastronomia s'enriqueix de productes artesans propis de la zona i la cultura de costums i tradicions de muntanya.